# Пенизевичі
Пенизевичі — проміжна залізнична станція 2-го класу Коростенського напрямку Південно-Західної залізниці. Розташована поблизу села Українка  Житомирської області. Розміщується між  станцією Ірша (відстань — 7 км) та зупинним пунктом Щебзавод (відстань — 1 км).
Станція приймає лише приміські електропоїзди та обслуговує вантажні поїзди (від станції йдуть під'їзні колії до гранітних кар'єрів).
Станцію було електрифіковано 1978 року.